# Coëtivy
L'illa de Coëtivy és una petita illa de coral a les Seychelles 290 km (180 milles) al sud de Mahé.
Juntament amb Île Platte, el veí més proper 171 km (106 mi) al nord-oest, que comprèn el sud del grup de coral, pertany a les Illes Exteriors de Seychelles.

## Història
Va ser nomenat pel Cavaller de Coëtivy, comandant de l'Illa de França que va albirar l'illa per primer cop el 1771.
El 1908 l'illa, que depenia de la colònia britànica de Maurici, va ser transferida a Seychelles.
El 1970 l'illa va ser adquirida per la parastatal Seychelles Màrqueting Consell (SMB). El 1989, SMB va començar la producció de gambes. Coëtiv es va fer famosa per les seves granges de ambes (gambés black tiger) i la planta de tractament de gambes que opera a l'illa. La producció a gran escala va començar a l'agost de 1992. No obstant això, el 1998, a causa de la difícil situació financera la planta va tancar. En 2009, l'illa es va convertir en el lloc d'una presó (per elecció del Ministeri de l'interior) per presoners de baixa de seguretat i un centre de rehabilitació per drogadictes i maltractadors. Les visites estan estrictament controlades i l'accés només és possible per la avió privat. Per a l'any 2020, la Presó ha de tenir una capacitat de 600 interns. Per l'any 2020, l'illa espera de tenir un nou Hotel, construït en el punt sud, i més apartaments residencials

## Geografia
L'illa té una superfície de 9.33 km2 (3.60 sq mi), és baixa i boscosa.

## Dades demogràfiques
L'illa té una població de 260.
Hi ha plans per fer una base de l'Exèrcit Xinès a la punta nord, que doblaria la població de les illes.

## Economia
Els illencs són majoritàriament agricultors. Produeixen verdures que es venen en els mercats de Mahé.
Les principals activitats de producció a l'illa inclouen l'agricultura, la ramaderia, el carbó, la pesca salada i el processament de coco que inclou la producció de copra, pounac i l'oli de coco.

## Administració
L'illa pertany al Districte de les Illes Exteriors Districte. En ser una illa amb una petita població, no hi ha cap edifici del govern ni cap servei. Per a molts serveis, la gent ha d'anar a Port Victòria, el que és una tasca difícil.

## Transport
L'illa és travessada per un aeròdrom 1,400 metres (4,600 ft) aeròdrom que segueix l'eix orient-occident. L'illa, a vegades és atesa per aeronaus de la Companyia de Desenvolupament de les Illes (IDC) de Mahé.

## Economia
Els habitants de l'illa es dediquen a una escala molt petita a l'agricultura, la ramaderia i la pesca, principalment per consum de la pròpia l'illa.

## La Flora i la Fauna
L'illa és coneguda per la seva rica vida marina.

## Galeria d'imatges

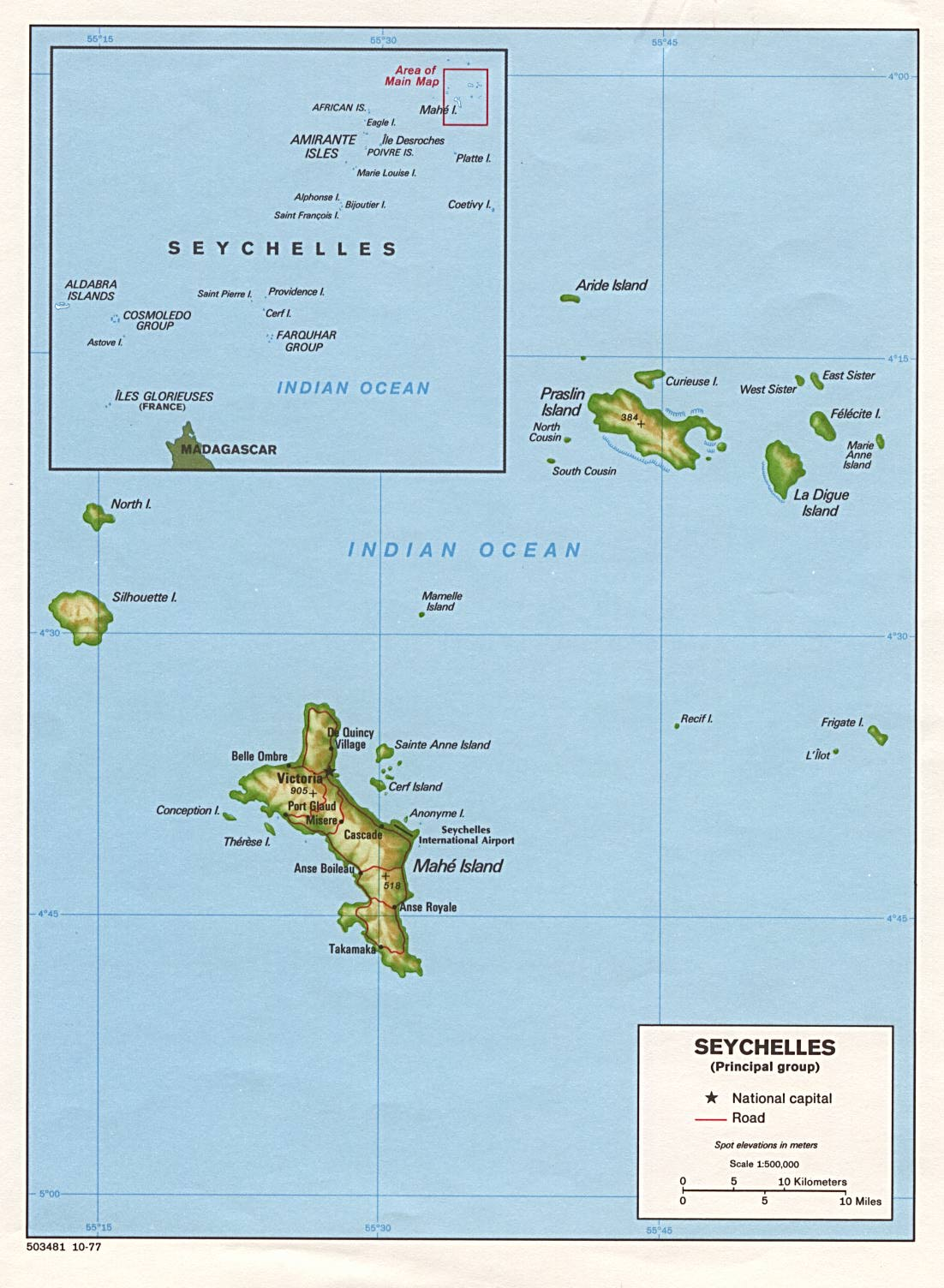
Mapa 1
Mapa del Districte
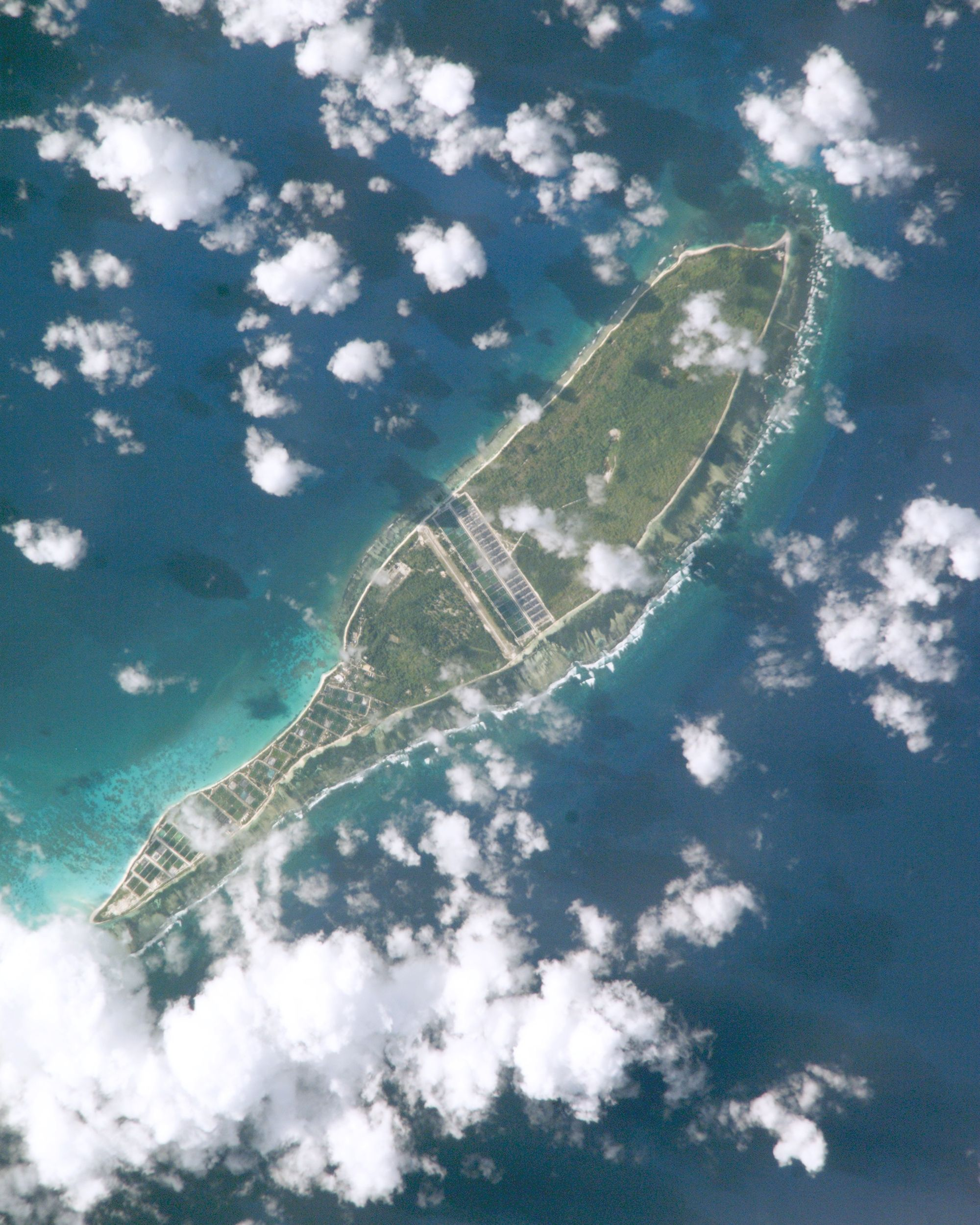
Coëtivy, de les Illes Exteriors de Seychelles